# Faye-d'Anjou
Faye-d'Anjou là một xã thuộc tỉnh Maine-et-Loire trong vùng Pays de la Loire phía tây nước Pháp. Xã này nằm ở khu vực có độ cao trung bình 90 mét trên mực nước biển.
Sông Layon tạo thành toàn bộ ranh giới phía tây nam thị trấn.